# Празен обект (шаблон)
Празен обект (Null Object) е поведенчески шаблон за дизайн, който се използва в обектно-ориентираното програмиране.